# جاهدپور
جاهدپور (به لاتین: Jahedpur) یک منطقهٔ مسکونی در بنگلادش است که در Chhatak Upazila واقع شده‌است. جاهدپور ۹٬۸۸۱ نفر جمعیت دارد.